# Rivista on-line
Una rivista on-line o webzine è una rivista pubblicata sul web, ovvero la trasposizione su Internet del comune formato rivista, tradizionalmente acquistabile in edicola. "Webzine" (pronuncia <u̯èbʃiin>) è una parola macedonia, cioè derivata da due precedenti e ora contratte in una: web e magazine ("rivista" in inglese). Si differenzia dal blog solitamente per la presenza di una struttura editoriale e di un controllo dei contenuti simile a quello delle riviste tradizionali.
Una webzine può essere la versione online di una rivista cartacea già esistente, talvolta con contenuti aggiuntivi resi possibili dal mezzo di comunicazione, oppure nascere direttamente online, beneficiando anche dell'ampia diffusione con minor costo consentita dal web. L'accesso degli utenti alla webzine può essere gratuito o richiedere un abbonamento.
La webzine, contrariamente alle riviste cartacee, permette due sviluppi particolari: il confronto con il lettore e l'intervento del lettore stesso nella crescita del sito. Ciò vuol dire che, per esempio, da una notizia pubblicata sulla webzine può nascere un confronto all'interno della comunità degli utenti e successivamente uno o più utenti potrebbero inviare altre notizie correlate che lo staff del sito potrebbe pubblicare all'interno delle proprie pagine.

## Ezine
L'ezine o e-zine (abbreviazione di electronic magazine) può essere un sinonimo di webzine o rivista online, ma talvolta si riferisce nello specifico a pubblicazioni più semplici o perlomeno destinate a un pubblico limitato, come newsletter e fanzine.
Le ezine sono tipicamente focalizzate su un argomento specifico (come la fotografia, l'informatica o la musica).

## Riviste accademiche online
Una rivista accademica online è un'edizione elettronica di articoli e review che compaiono su una tradizionale rivista cartacea in ambito scientifico.
Sono ormai privilegiate rispetto alle controparti cartacee. Sono solitamente scaricabili dal sito web della casa editrice in portable document format (*.pdf) da utenti muniti di registrazione e abbonamento, oppure gratuitamente, spesso dopo un certo periodo dalla pubblicazione.
Per la facilità della diffusione sia in termini geografici che temporali, le riviste online consentono una condivisione in tempo reale degli avanzamenti cognitivi nella comunità scientifica.

## Le polemiche in Italia
In Italia sono sorte polemiche se il mondo dei siti web e quindi anche le webzine debba rimanere senza vincoli legislativi e soggetta solo a una autoregolamentazione, oppure in alternativa se debbano essere applicate le norme sulla stampa.
Nell'ottobre del 2007 il governo ha presentato un disegno di legge sulla riforma dell'editoria in cui aveva stabilito per i blog l'obbligo della registrazione. La dura replica del mondo web ha portato alla precisazione da parte del sottosegretario Levi che la norma non avrebbe trovato applicazione ai blog.
La disputa si è trasferita sul piano giudiziario quando il tribunale di Modica ha condannato lo storico Carlo Ruta (poi assolto dalla Corte suprema di cassazione) per il reato di stampa clandestina.